# كي ياماموتو
كي ياماموتو (بالكانا:やまもと けい) هو ممثل ياباني، ولد في 1 يوليو 1940 في اليابان.

## وصلات خارجية
- كي ياماموتو على موقع IMDb (الإنجليزية)
- كي ياماموتو على موقع قاعدة بيانات الفيلم (الإنجليزية)